# (7032) Hitchcock
(7032) Hitchcock ist ein Asteroid des Hauptgürtels, der am 3. November 1994 von den japanischen Astronomen Yoshisada Shimizu und Takeshi Urata am Nachi-Katsuura-Observatorium (IAU-Code 905) in der Präfektur Wakayama entdeckt wurde.
Der Asteroid wurde am 23. November 1999 nach dem im Vereinigten Königreich geborenen und später in die USA umgesiedelten Filmregisseur Alfred Hitchcock (1899–1980) benannt.